# Fabien Barcella
Fabien Barcella (Agen, 27 ottobre 1983) è un ex rugbista a 15 francese, già pilone; nella sua carriera ha ottenuto 20 presenze con la maglia della Francia, nazionale con la quale ha anche preso parte alla Coppa del Mondo di rugby 2011.

## Biografia
Nativo di Agen ma cresciuto a Pommevic (Tarn e Garonna), si avvicinò al rugby nella limitrofa Valence-d'Agen, nel cui club locale iniziò a giocare come pilone; nel 2002, a 19 anni, fu ingaggiato dal più importante club del Dipartimento, l'Agen; una volta conseguita la maturità scientifica intraprese gli studi universitari di Scienze motorie all'Istituto Superiore di Educazione Fisica di Tolosa, città nel cui club militò due stagioni tra il 2003 e il 2005; dopo essere tornato a militare un anno nel Valence-d'Agen, nel 2006 fu ingaggiato dall'Auch in Pro D2; con il club del Gers fu promosso nel Top 14 e, dal 2008, milita nel Biarritz, con cui ha anche esordito nelle competizioni europee.
Barcella esordì in Nazionale nel corso del Sei Nazioni 2008 contro l'Italia allo Stade de France; mai più utilizzato nel corso dell'anno, ha preso parte altresì a tutti gli incontri del successivo Sei Nazioni 2009.
Praticamente inattivo dal 2009 salvo sporadiche apparizioni a causa di una ripetuta serie di infortuni (prima della Coppa del Mondo di rugby 2011 il suo ultimo incontro internazionale risaliva al giugno 2010 e, prima di allora, a un anno addietro), Barcella è riuscito a recuperare in tempo per la Coppa del Mondo riuscendo a guadagnare la finale del torneo.